# John Stapp
John Paul Stapp (Salvador de Bahía, Brasil; 11 de julio de 1910 - Alamogordo, Estados Unidos; 13 de noviembre de 1999), MD, Ph.D., fue un coronel de la Fuerza Aérea de los Estados Unidos, cirujano de vuelo, médico y biofísico estadounidense pionero en el estudio de los efectos de las fuerzas de aceleración y desaceleración en los seres humanos. Fue colega y contemporáneo de Chuck Yeager, y se hizo conocido como «el hombre más rápido del mundo». Su trabajo en el Proyecto Manhigh fue pionero en muchos desarrollos para el programa espacial de los Estados Unidos.

## Primeros años
Nació en Salvador de Bahía, Brasil. Stapp fue el mayor de cuatro hijos del reverendo Charles F. Stapp, un misionero bautista. Estudió en Texas en Brownwood High School en Brownwood y San Marcos Baptist Academy en San Marcos. 
En 1931, Stapp recibió una licenciatura de la Universidad de Baylor en Waco, una maestría de Baylor en 1932, un doctorado en biofísica de la Universidad de Texas en Austin en 1940 y un doctorado en medicina de la Universidad de Minnesota, Twin Cities, en 1944. Estuvo internado durante un año en el Hospital St. Mary's en Duluth, Minnesota. Más tarde, Stapp recibió un doctorado honoris causa en Ciencias de la Universidad de Baylor.

## Carrera militar

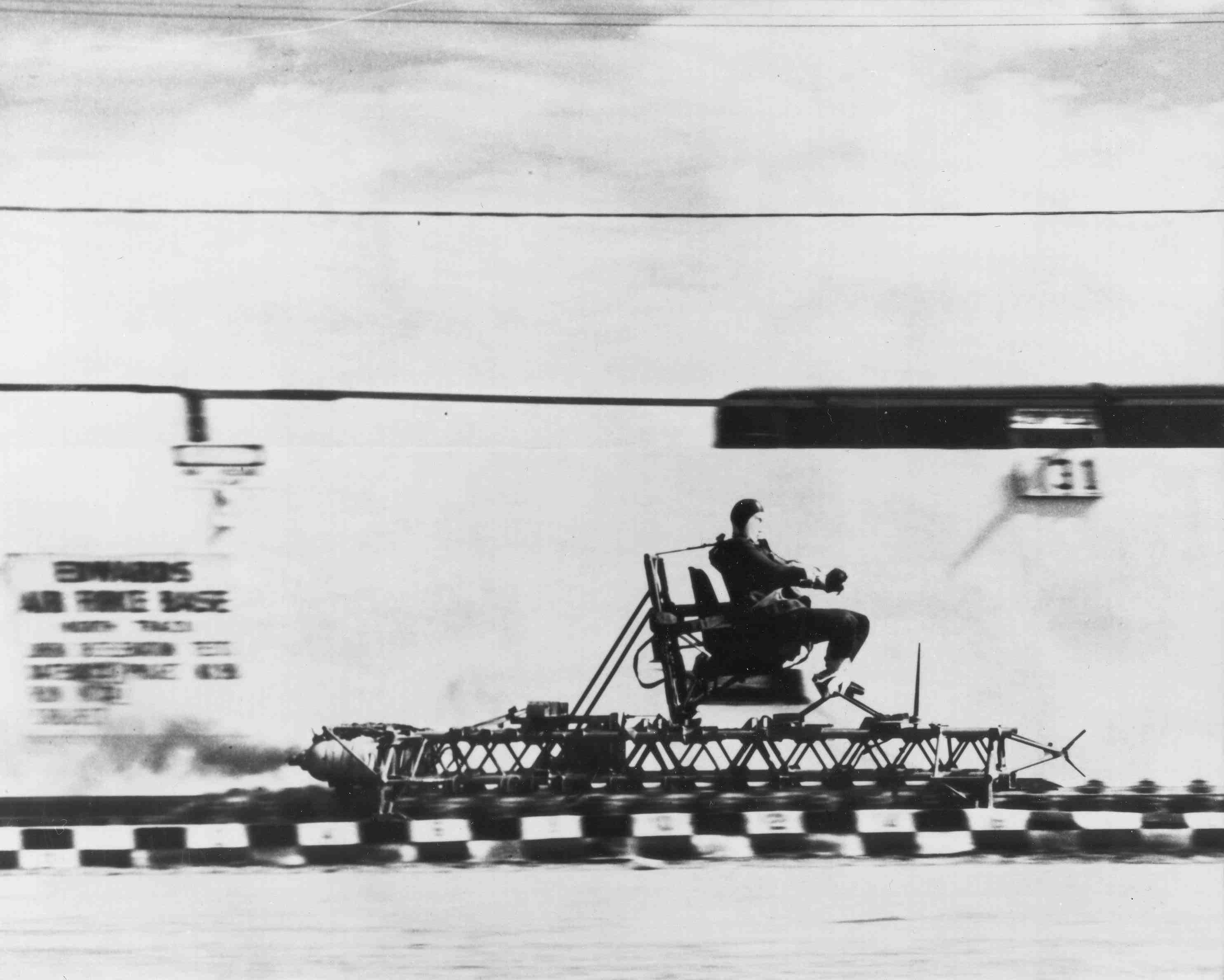
Stapp monta el trineo de cohetes en la Base de la Fuerza Aérea Edwards

Stapp ingresó a las Fuerzas Aéreas del Ejército de los Estados Unidos el 5 de octubre de 1944 como médico y cirujano de vuelo. El 10 de agosto de 1946, fue asignado al Aero Medical Laboratory en Wright Field como oficial de proyecto y consultor médico en la Rama de Biofísica y transferido a la Fuerza Aérea de los Estados Unidos cuando se convirtió en un servicio independiente en septiembre de 1947. Su primera asignación incluyó una serie de vuelos que probaron varios sistemas de oxígeno en aviones no presurizados a 40,000 pies (12.2 km). Uno de los principales problemas con el vuelo a gran altitud era el peligro de "las curvas" o la enfermedad de descompresión. El trabajo de Stapp resolvió ese problema y muchos otros, lo que permitió la próxima generación de aviones de gran altitud y las técnicas de inserción HALO. Fue asignado al proyecto de desaceleración en marzo de 1947.
En 1967, la Fuerza Aérea transfirió a Stapp en calidad de visitante a la Administración Nacional de Seguridad del Tráfico en Carreteras para llevar a cabo una investigación de seguridad automotriz. Se retiró de la Fuerza Aérea de los Estados Unidos en 1970 con el rango de coronel.

## Trabajo en los efectos de la desaceleración
En 1945, el personal de servicio se dio cuenta de la necesidad de una serie completa y controlada de estudios sobre los efectos de la desaceleración en el cuerpo humano. Esto condujo a conceptos fundamentales que podrían aplicarse para proteger mejor a los ocupantes de las aeronaves durante un choque. La fase inicial del programa, según lo establecido por el Aero Medical Laboratory del Centro de Desarrollo de Wright Air, fue desarrollar equipos e instrumentación. Esto fue para simular choques de aviones y estudiar los factores de fuerza de los asientos y arneses. La tolerancia humana a la desaceleración encontrada en los accidentes de aviones simulados también podría simularse.
La primera carrera en el trineo de cohetes tuvo lugar el 30 de abril de 1947 con lastre. El trineo salió corriendo de las vías. La primera carrera humana tuvo lugar en diciembre del mismo año. La instrumentación en todas las primeras ejecuciones se encontraba en la etapa de desarrollo, y no fue hasta agosto de 1948 que fue adecuado comenzar a grabar. Para agosto de 1948, se habían completado dieciséis corridas humanas, todas en la posición orientada hacia atrás. Las carreras orientadas hacia adelante comenzaron en agosto de 1949. La mayoría de las pruebas anteriores se realizaron para comparar los arneses estándar de la Fuerza Aérea con una serie de arneses modificados. Esto fue para determinar qué tipo le dio la mejor protección al piloto.
Para el 8 de junio de 1951, se habían realizado un total de 74 corridas humanas en el desacelerador, 19 en la posición hacia atrás y 55 en la posición hacia adelante. Stapp, uno de los voluntarios más frecuentes en las carreras, sufrió una fractura de su muñeca derecha durante las carreras en dos ocasiones separadas, también se rompió costillas, perdió los empastes de sus dientes y sangrado en las retinas que causaron la pérdida temporal de la visión; en una carrera sobrevivió a fuerzas de hasta 38 g.
En 2003 fue premiado, a título póstumo, con el Premio Ig Nobel de Ingeniería.